# グッドイナフ・アイランド・ネイティブ・ドッグ
グッドイナフ・アイランド・ネイティブ・ドッグ（英：Goodenough Island Native Dog）は、ニューギニアのグッドイナフ島原産の犬種のひとつである。単にグッドイナフ・ドッグと呼ばれることもある。

## 歴史
有史以前に人と共に渡って来た犬が土着化し、島という他地域から隔離された環境で純血性を保って種として発展したものである。
原産地以外に知られるようになったのは1895年のことで、徴収官によって初めて発見され、調査・宗主国への報告が行われた。
ほぼ全ての個体が半野良生活をしていて、野外で生活し自力で獲物を調達するが、獲物が獲れない際には人家に寄って残飯を分けてもらったり、家の近くで睡眠をとる姿も目撃されていた。尚、これといった使役は与えられていない。
現在本種の生存状況は全く明らかになっていない。グッドイナフ島は非常に小さい島であり、人の手を介した交配は行われておらず、既に絶滅した可能性が高いとされる。

## 特徴
スピッツタイプの犬とニューギニアン・シンギング・ドッグに似た姿をしているといわれている。無駄の無い引き締まった体つきをしていて、頭部は丸みがあり、頭頂部は平らである。耳は小さな立ち耳、尾はふさふさした垂れ尾。コートはスムースコートで、毛色はブラックを地としてホワイトのマーキングが入ったものなど。体高36cm前後、体重11kg前後の小型犬で、性格等は記述が無い。状況判断力と身体能力に優れ、遺伝的にかかりやすい病気の無い丈夫な犬である。